# Hamzahocalı, Kınık
Hamzahocalı là một xã thuộc huyện Kınık, tỉnh İzmir, Thổ Nhĩ Kỳ. Dân số thời điểm năm 2010 là 275 người.